# توم هاسي
توم هاسي (بالإنجليزية: Tom Hussey) هو كيميائي أمريكي، ولد في 10 نوفمبر 1910، وتوفي في 8 مارس 1982.